# Vincent Aind
Vincent Aind (ur. 30 stycznia 1955 w Kalchini) – indyjski duchowny rzymskokatolicki, w latach 2015-2023 biskup Bagdogra, arcybiskup Ranchi od 2024. 

## Życiorys
Święcenia kapłańskie przyjął 30 kwietnia 1984 i został inkardynowany do diecezji Jalpaiguri. Po rocznym stażu wikariuszowskim odbył w Rzymie studia doktoranckie z filozofii. W 1987 powrócił do kraju i został wykładowcą seminarium w Barrackpore (w latach 2001–2004 był rektorem tej uczelni). W latach 2004–2007 był także proboszczem w Chalsie.
7 kwietnia 2015 otrzymał nominację na biskupa diecezji Bagdogra. Sakry biskupiej udzielił mu 14 czerwca 2015 kard. Telesphore Toppo.
30 grudnia 2023 papież Franciszek przeniósł go na urząd arcybiskupa archidiecezji Ranchi. Ingres odbył 19 marca 2024. Od lutego 2025 jest sekretarzem generalnym Konferencji Biskupów Łacińskich Indii.